# (1822) Waterman
(1822) Waterman es un asteroide que forma parte del cinturón de asteroides y fue descubierto por el equipo del Indiana Asteroid Program de la universidad de Indiana desde el observatorio Goethe Link de Brooklyn, Estados Unidos, el 25 de julio de 1950.

## Designación y nombre
Waterman fue designado inicialmente como 1950 OO.
Posteriormente se nombró en honor del astrónomo estadounidense Alan T. Waterman (1892-1967).

## Características orbitales
Waterman orbita a una distancia media de 2,17 ua del Sol, pudiendo acercarse hasta 1,837 ua y alejarse hasta 2,503 ua. Tiene una inclinación orbital de 0,9559° y una excentricidad de 0,1535. Emplea en completar una órbita alrededor del Sol 1168 días.